# 布恩 (密歇根州)
布恩（英語：Boon）是位於美國密歇根州韋克斯福德縣布恩鎮區的一個普查規定居民點。

## 人口
根據2020年美國人口普查的數據，布恩的面積為2.18平方千米，當中陸地面積為2.18平方千米，而水域面積為0.00平方千米。當地共有人口90人，而人口密度為每平方千米41.28人。